# Jakoten
Le jakoten (じゃこ天) est un produit originaire de Uwajima, dans le sud de la préfecture d'Ehime. Le jakoten a une longue histoire et est consommé depuis la période Edo. Il est constitué de petits poissons qui sont mixés puis frits.

## Histoire
D'après le Livre du jakoten, publié par la Ehime Newspaper Company, le jakoten a été inventé en 1614. Originellement, Date Hidemune, daimyo du domaine d'Uwajima et membre du clan Date, avait ordonné à ses artisans de préparer de la pâte de poisson bouillie en 1615. Originaire du Sendai, il aimait consommer de la pâte de poisson bouillie là-bas et désirait manger la même chose à Ehime. Ses artisans en préparèrent une nouvelle version, en utilisant des poissons de Uwajima, et en les faisant frire.

## Préparation

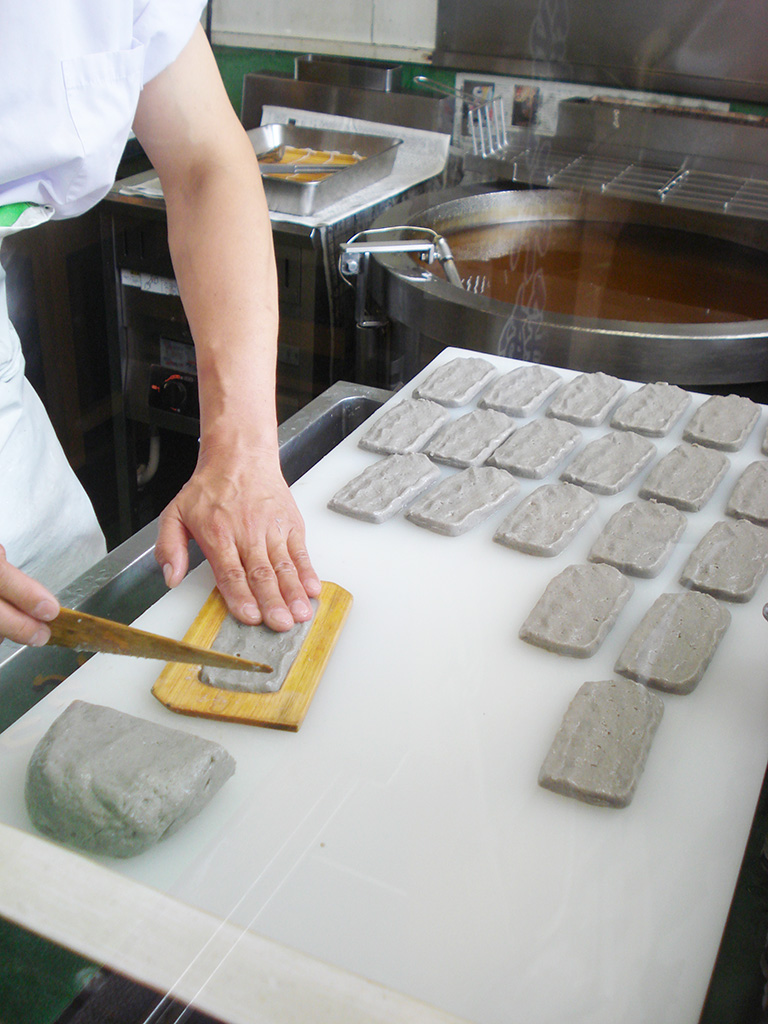

Hotarujako, de petits poissons blancs, sont souvent utilisés pour préparer le jakoten. Hotarujako est le nom japonais pour Acropoma japonicum, un membre de la famille des Acropomatidae, une famille de poissons bioluminescents. Hotarujako est aussi appelé haranbo à Uwajima.
Tout d'abord, les têtes, viscères et écailles des poissons sont enlevés. Puis, les parties restantes sont émincées, y compris les arêtes. On assaisonne, puis les poissons sont réduits en une pâte. Découpés en blocs rectangulaires à l'aide d'un cadre en bois, les blocs sont frits plusieurs minutes jusqu'à prendre une couleur brune. Les jakoten sont prêts à être consommés.

## Consommation
Le jakoten est consommé  grillé à la poêle puis accompagné de sauce soja et de daikon râpé. Il est aussi utilisé pour les nimono, udon, en salade et se marie bien avec les boissons alcoolisées.

## Honneur
L'astéroïde (202909) Jakoten porte son nom.